# José Joaquín Camacho
José Joaquín Camacho, né le 17 juillet 1766 à Tunja et mort le 31 août 1816 à Bogota, est un journaliste, historien, avocat et homme politique colombien, ancien président des Provinces-Unies de Nouvelle-Grenade.